# ЛакіБукс

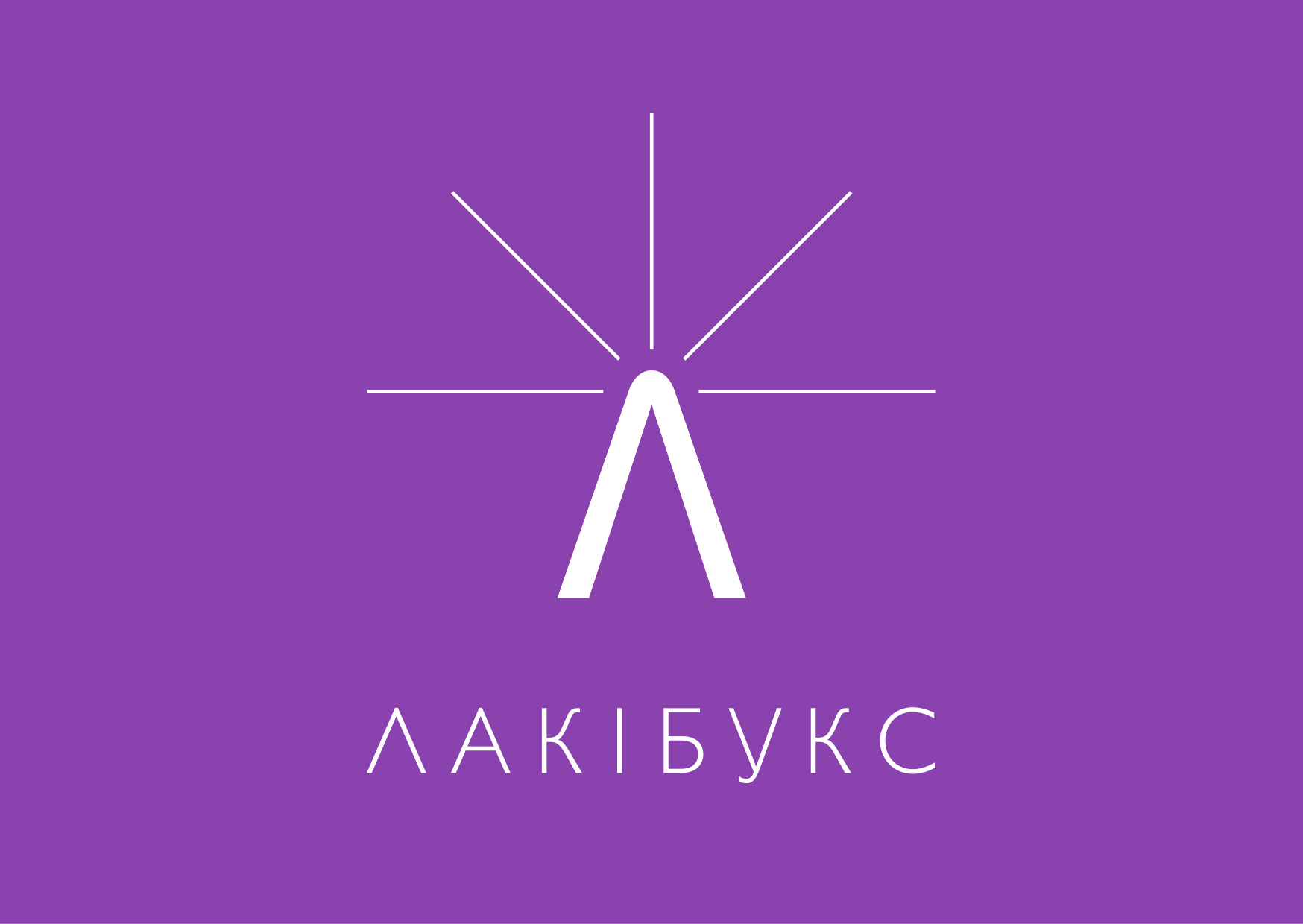
Логотип проєкту ЛакіБукс

ЛакіБукс — благодійна ініціатива, що видавала та безкоштовно розповсюджувала у бібліотеки Сходу та Півдня України науково-популярні книжки для підлітків українською мовою. Понад 5000 книг було передано у 144 бібліотеки Луганської, Дніпропетровської, Харківської, Донецької, Запорізької, Херсонської та Одеської областей.

## Історія проєкту
Проєкт створено у травні 2017 року. Засновниками проєкту є Сергій Токарєв та Рустам Гільфанов (засновники IT-компанії Lucky Labs), у партнерстві з благодійним фондом «Я майбутнє України». Метою своєї діяльності проєкт називав інтелектуальну українізацію підлітків через поширення науково-популярної літератури про сучасний світ.
За час роботи проєкту було видано шість книжок: "Книжка про сміття" Галини Ткачук, "ЩОТАКЕМАТЕМАТИКА" Кузька Кузякіна, "Дівчатам слово: як бути сильною, розумною та неповторною" Маїм Бялік, "Коротка історія технологій, або Як зрозуміти свій ґаджет" Андрія Тужикова, "Літо довжиною в ДНК" Аліни Штефан, "Тесла та машина на космічній енергії" Луки Новеллі, «Як математик перетворився на мурашку» Масао Моріта.
Три книги ЛакіБукс потрапили у список державних закупівель для бібліотек. «#Щотакематематика» Кузька Кузякіна, «Тесла та машина на космічній енергії» Луки Новеллі, «Коротка історія технологій, або Як зрозуміти свій ґаджет» Андрія Тужикова серед 741 видання, що у 2018-му закуплені для бібліотек країни за державний кошт.

## Нагороди
- ЛакіБукс отримав спеціальну відзнаку «За популяризацію науки серед підлітків» у щорічному топі порталу БараБука за 2018-ій рік.[10]
- Книга «#Щотакематематика» Кузька Кузякіна отримала нагороду Всеукраїнського рейтингу «Книжка року 2018» у номінації Пізнавальна та розвивальна книга.[11]
- Книга «#Щотакематематика» Кузька Кузякіна потрапила у шортлист конкурсу «Найкращий книжковий дизайн».[12]